# 高麗村 (京都府)
高麗村（こまむら）は、京都府相楽郡にあった村。現在の木津川市山城町の中部にあたる。

## 地理
- 山岳：三上山
- 河川：木津川

## 歴史
- 1889年（明治22年）4月1日 - 町村制の施行により、椿井村・北河原村・神童寺村の区域をもって発足。村名は古代相楽七郷中の大狛郷にあたり、狛（こま）氏ゆかりの地であることによる。
- 1956年（昭和31年）8月1日 - 上狛町・棚倉村と合併して山城町が発足。同日高麗村廃止。
- 2007年 （平成19年）3月12日-木津町・加茂町と合併して木津川市が発足。

## 交通

### 鉄道路線
村域を日本国有鉄道の奈良線が通過したが、駅は所在しなかった。

### 道路
- 国道24号